# 하목층

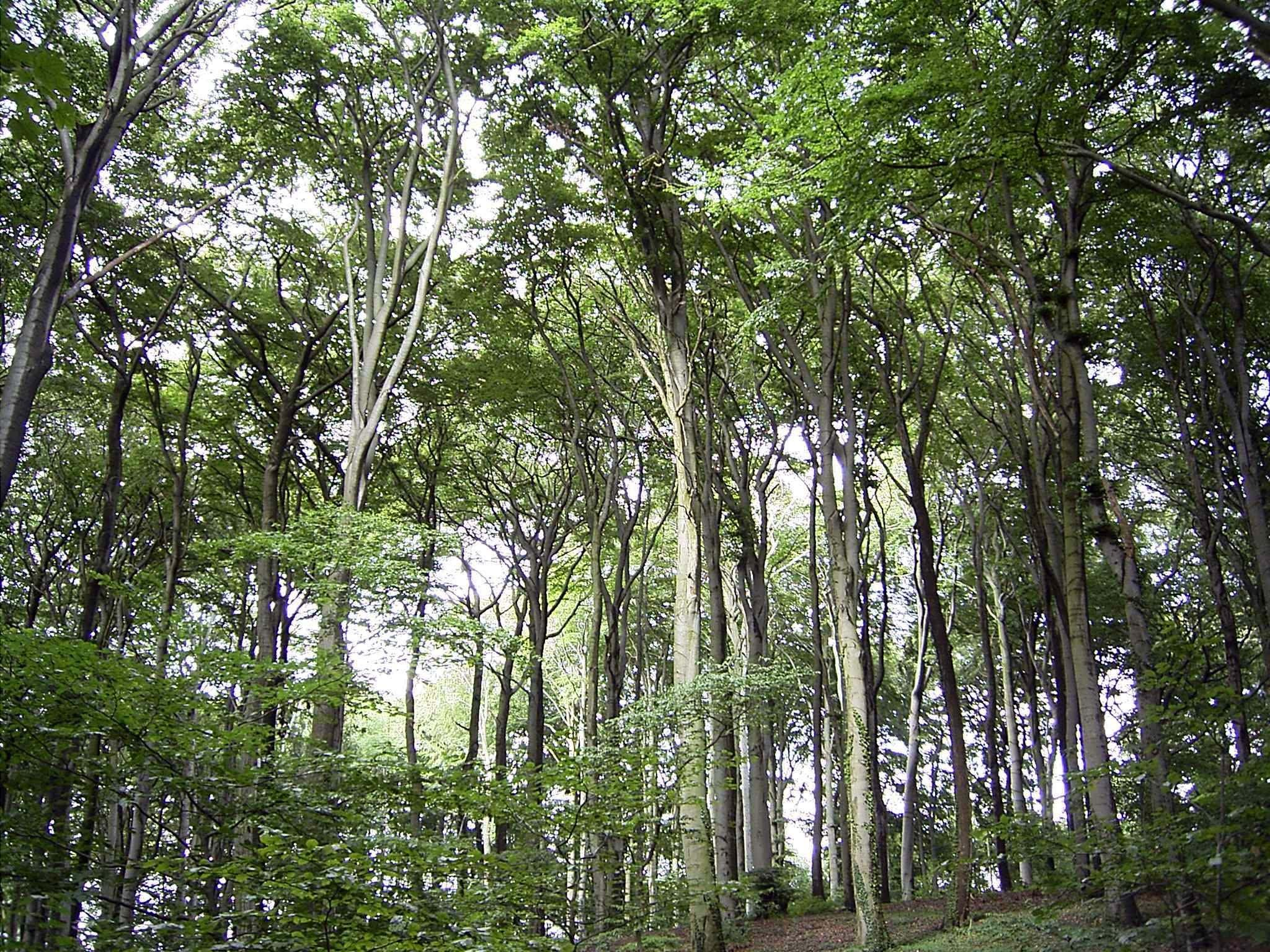

하목층(understory) 또는 아교목층(low-tree layer)은 숲의 층상구조에서 관목층 이상 임관층 이하의 층이다. 입사하는 태양광의 상당부분을 임관층이 독식하기 하목층부터 그 아래 층의 식물들은 태양광을 많이 받아먹지 못한다. 그래서 감탕나무나 층층나무 같은 내음성 아교목들이 이 층에서 우세하다.
온대 활엽수혼합림에서는 하목층의 아교목들이 임관층 교목보다 더 빨리 자란다. 임관층이 형성되기 전에 조금이라도 태양광을 받기 위해 그렇게 진화한 것이다. 또 임관층의 교목 한두 그루가 죽어서 일시적으로 공백이 생긴 경우 하목층의 식물이 그 틈을 타서 임관층으로 진출하기도 한다.

## 같이 보기
- 우림